# 遵义南站

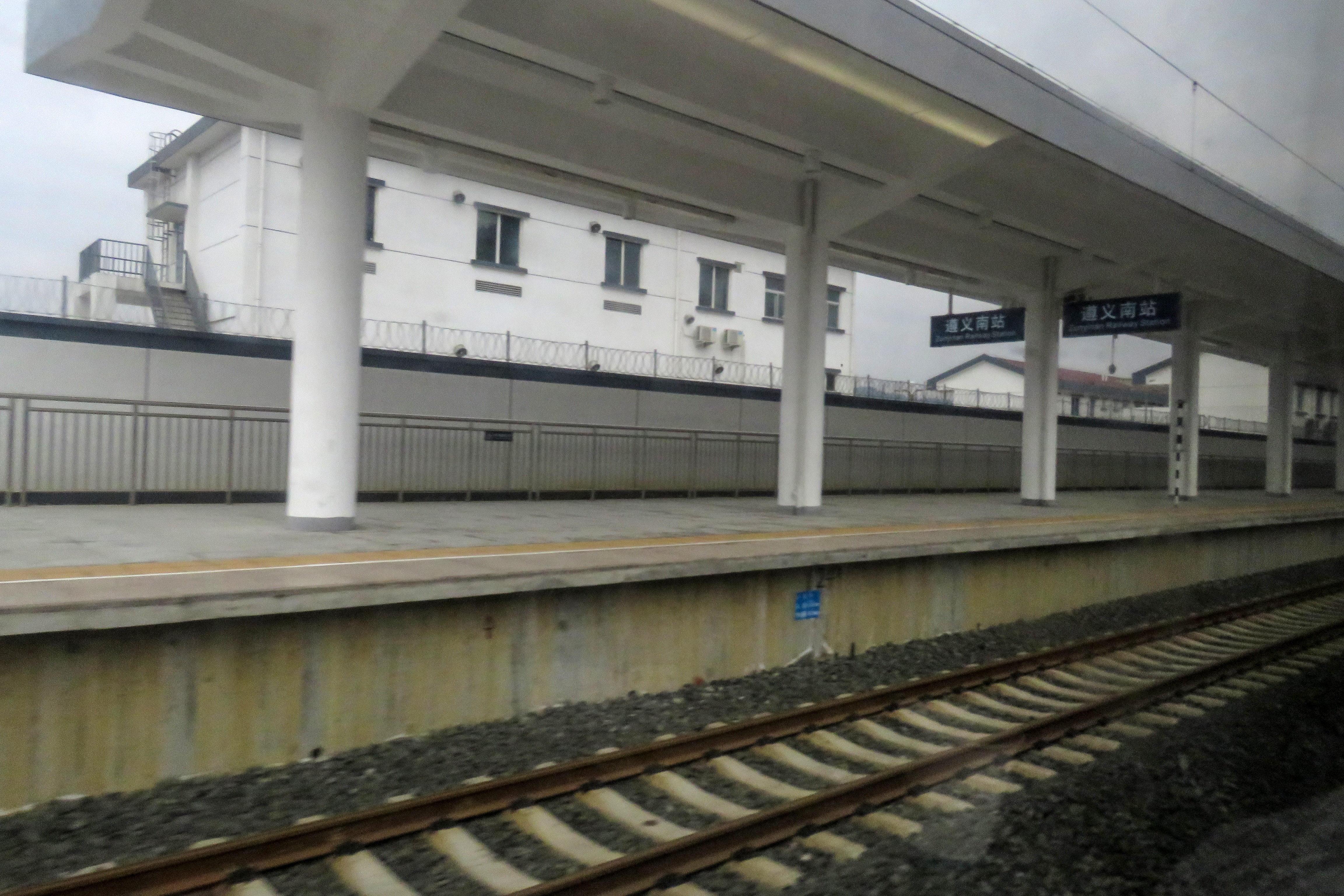
站台

遵义南站（规划建设阶段曾称苟江站）位于贵州省遵义市播州区苟江镇，是渝贵铁路的一座车站，站房总建筑面积5999平方米，属于线侧平式旅客站房，站场规模为2台4线。本站于2018年1月25日投入使用。